# Finn Carling
Finn Carling (Oslo, 1º ottobre 1925 – 12 marzo 2004) è stato uno scrittore norvegese.
Ha studiato psicologia all'Università di Oslo dal 1945-49 e in seguito sociologia, storia e letteratura a Washington D.C. presso l'Howard University.
Nel 1949 debutta come romanziere con Broen, scrivendo da allora più di venti romanzi, di cui alcuni autobiografici, novelle, testi teatrali, poesie e saggi. Nelle sue opere ha trattato spesso temi come l'emarginazione sociale e i problemi degli outsider, suggeritigli anche dalla sua stessa condizione di portatore di handicap (per esempio Kilden og muren del 1958).
Nel 1999 ha ricevuto il Premio del Consiglio Nordico per la Letteratura.

## Opere

### Romanzi
- Eneboeren - 2004
- De små hjelperne - 2003
- Øynene i parken - 2001
- Forstenede øyeblikk - 2000
- Kan hende ved en bredd - 1999
- Gepardene - 1998
- Skumring i Praha - 1997
- En annen vei - 1996
- Matadorens hånd - 1995
- Gjenskinn - 1994
- Dagbok til en død - 1993
- Fangen i det blå tårn - 1955
- Skyggen - 1954
- Stemmene og nuet - 1950
- Oppdraget - 1991
- Sensommerdøgn - 1960
- Desertøren - 1956
- Visirene - 1981
- Brevene - 1980
- Merkelige Maja - 1989
- Lille Orlando - 1986
- Kometene - 1964
- Fiendene - 1974
- Gjesten - 1970
- Broen - 1949

### Novelle e saggi
- Marginalene - 1977
- Forpliktelser - 1980
- Reiser i et lukket rom 2002

### Poesie
- Piken og fuglene - 1952
- Lys på et ansikt - 1969
- Skip av sten - 1971
- Museumstekster - 1982
- Innerste rommet - 1990
- Antilopens øyne - 1992

### In italiano
- I ghepardi ("Gepardene", 1998, trad. it. 2003), Iperborea (ISBN 88-7091-106-3)